# 赤14号

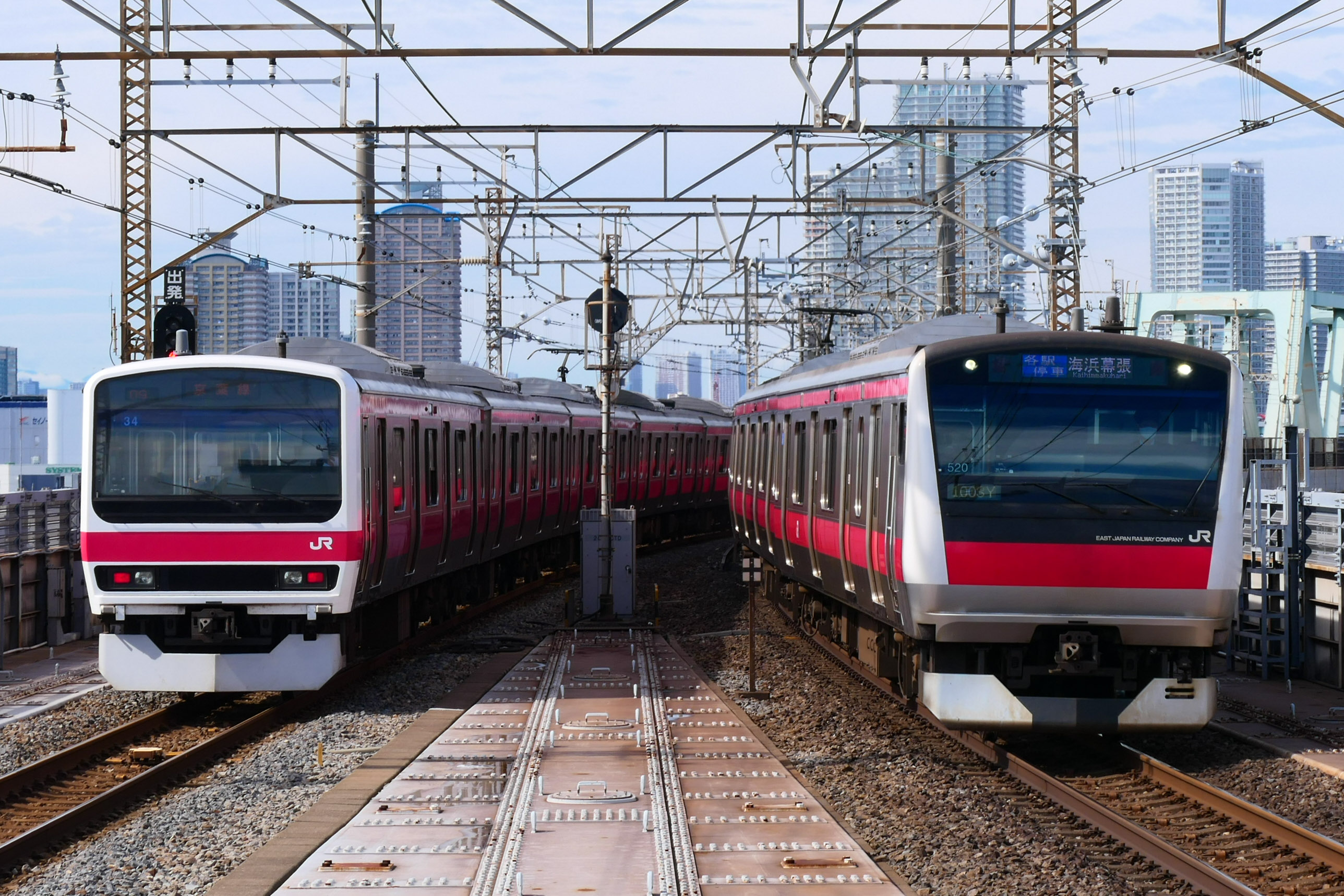
赤14号の帯を纏う京葉線の209系とE233系電車

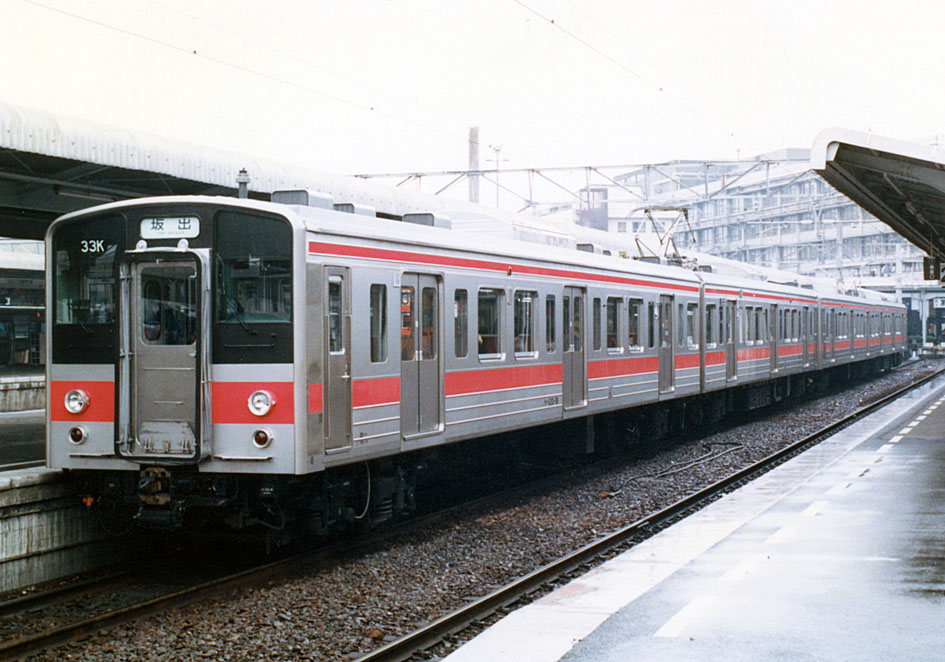
初めて赤14号を採用した121系電車

赤14号（あか14ごう）は、日本国有鉄道（国鉄）が定めた色名称の1つである。

## 概要
1987年に登場した四国向け121系電車の帯色として初めて採用された。同系列は四国旅客鉄道への継承直後に同社のコーポレートカラーであるスカイブルー（青26号）に変更されたため本色を使用している車両は一時的に消滅した。
その後、1990年3月の京葉線新木場 - 東京間の開業に際して投入された205系電車の帯色として本色が再び採用され、京葉線のラインカラーとして対外的な使用が開始された。京葉線では開業当初から、スカイブルーの103系が運用されていたが、こちらの塗り替えは廃車体による試験の結果が良好ではなかったため見送られている。2011年（平成23年）7月以降、京葉線を走行している通勤形電車は武蔵野線直通を除きすべてが本色使用車両となっている。当初は横浜線へ投入する205系の帯色として検討されていたが、こちらでは不採用となった。

## 使用車両
- 121系電車（登場時及びワンマン化改造車）
- 205系電車（京葉線）
- 209系500番台電車（京葉線）
- E331系電車
- E233系電車（京葉線向け5000番台）